# Żywność

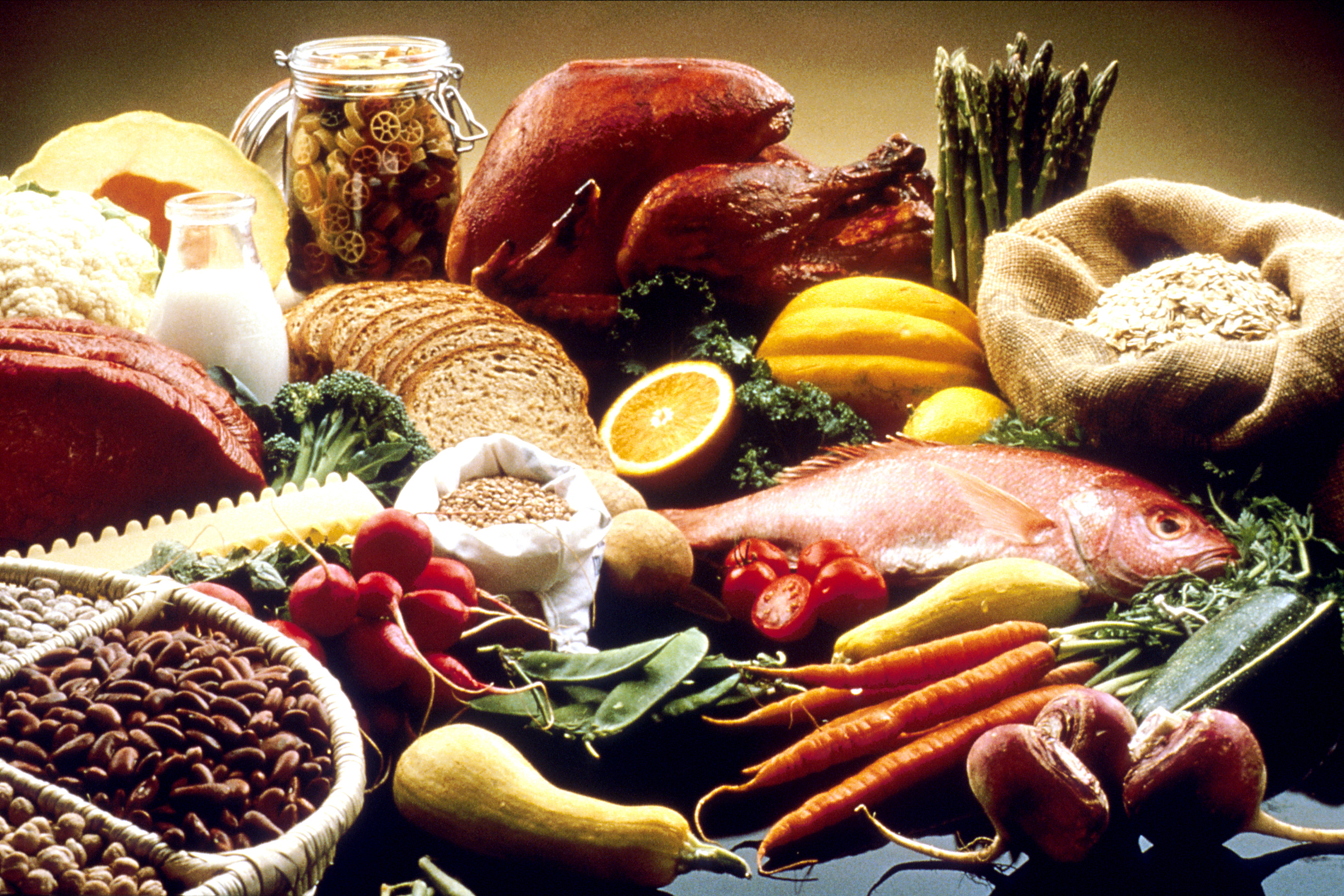
Różnego rodzaju żywność

Żywność, środek spożywczy – produkt przetworzony, częściowo przetworzony lub nieprzetworzony, przeznaczony lub nadający się do spożycia przez ludzi, w tym napoje, guma do żucia oraz wszelkie substancje dodawane do żywności w sposób zamierzony podczas wytwarzania, przygotowania lub obróbki.

## Definicje
W prawie Unii Europejskiej definicja żywności została podana w artykule 2 Rozporządzenia Parlamentu Europejskiego i Rady z dnia 28 stycznia 2002 r.:
Żywność (środek spożywczy) oznacza jakiekolwiek substancje lub produkty, przetworzone, częściowo przetworzone lub nieprzetworzone, przeznaczone do spożycia przez ludzi, lub których spożycia przez ludzi można się spodziewać. Środek spożywczy obejmuje napoje, gumę do żucia i wszelkie substancje, łącznie z wodą, świadomie dodane do żywności podczas jej wytwarzania, przygotowania lub obróbki.
Do żywności nie zalicza się m.in. pasz, produktów leczniczych, kosmetyków, tytoniu i wyrobów tytoniowych, środków odurzających.
Termin „żywność” („środek spożywczy”) ma węższy zakres niż termin „produkt spożywczy”, nie wszystko co jest spożywane przez ludzi jest żywnością.
Termin „żywność” ma również węższy zakres niż termin „pokarm”, który obejmuje zarówno żywność (pokarm człowieka), jak i paszę (pokarm zwierząt).
Spożywanie żywności ma na celu dostarczenie organizmowi człowieka niezbędnych składników odżywczych (budulcowych, energetycznych i regulujących). Środki spożywcze, po przyjęciu doustnym, ulegają strawieniu w przewodzie pokarmowym, a składniki odżywcze ulegają wchłonięciu do wnętrza organizmu (odżywianie).

## Rodzaje żywności
Żywność można podzielić na:
- nieprzetworzoną – w postaci naturalnej (przeznaczoną do bezpośredniego spożycia), np. warzywa, owoce, zioła itp.
- przetworzoną – w postaci nienaturalnej (często konserwowaną), np. konserwy, dżemy, przetwory itd.

## Marnowanie żywności
W skali globalnej około 1,3 mld ton żywności jest wywożone na śmietniska. To jedna trzecia światowej produkcji. Europa utylizuje 100 milionów ton żywności, podczas gdy na świecie 795 milionów ludzi głoduje. Straty z tytułu marnotrawienia żywności sięgają 940 mld dolarów rocznie w skali globalnej. W Polsce marnuje się ok. 9 mln ton jedzenia zdatnego do spożycia (2020).